# Fatata te Miti
Fatata te Miti (In riva al mare) è un dipinto eseguito da Paul Gauguin nel 1892 durante il suo primo soggiorno a Tahiti. . Si trova alla National Gallery of Art di Washington.

## Descrizione
Il dipinto raffigura due giovani tahitiane, viste di spalle, in procinto di bagnarsi nell'oceano; la prima è completamente nuda, essendosi già spogliata del pareo, mentre la seconda si sta apprestando a toglierselo. In acqua c'è un uomo che pesca col suo arpione.
Si tratta di una delle opere di Gauguin che meglio descrivono l'ideale di paradiso terrestre da lui ricercato per tutta la vita; qui ogni gesto viene compiuto in assoluta naturalezza.